# Colgate International 1979
Colgate International 1979 — жіночий тенісний турнір, що проходив на відкритих трав'яних кортах Devonshire Park в Істборні (Англія). Належав до турнірів категорії AAA в рамках Colgate Series 1979. Турнір відбувся вп'яте і тривав з 18 червня до 23 червня 1979 року. Друга сіяна Кріс Еверт відіграла шість матч-болів і перемогла у тригодинному фіналі першу сіяну Мартіну Навратілову, заробивши 20 тис. доларів.

## Фінальна частина

### Одиночний розряд
Кріс Еверт —  Мартіна Навратілова 7–5, 5–7, 13–11
- Для Еверт це був 6-й титул в одиночному розряді за сезон і 91-й — за кар'єру.

### Парний розряд
Бетті Стов /  Венді Тернбулл —  Ілана Клосс /  Бетті-Енн Стюарт 6–2, 6–2

## Розподіл призових грошей
| Дисципліна       | П       | F       | ПФ     | ЧФ     | 1/8    | 1/16 | 1/32 |
| Одиночний розряд | $20,000 | $10,000 | $4,800 | $2,100 | $1,000 | $525 | $225 |

## Нотатки
1. ↑  Турніри з призовими для жінок принаймні 100 тис. доларів.[1]